# آیی اوتسوکا
آیی اوتسوکا (انگلیسی: Ai Otsuka؛ زادهٔ ۹ سپتامبر ۱۹۸۲) خواننده و ترانه‌سرای ژاپنی است که از سال ۲۰۰۳ میلادی تاکنون مشغول فعالیت بوده‌است.